# Lindsey De Grande
Lindsey De Grande, née le 26 avril 1989 à Bruges, est une athlète belge.

## Carrière
Lindsey De Grande obtient la médaille d'or du 1 500 mètres aux Championnats de Belgique d'athlétisme 2009. Elle est sixième de la finale du 1 500 mètres aux Championnats d'Europe d'athlétisme en salle 2011.